# 이보라 (배우)
이보라(1993년 2월 20일 ~ )는 대한민국의 배우이다.

## 학력
- 신광여자중학교

## 연기 활동

### 드라마
- 2007년 KBS2 청소년드라마 《최강 울엄마》 ... 진보라 역
- 2007년 KBS2 미니시리즈 《경성스캔들》 ... 어린 차송주 역(한고은 아역)

## 방송
- 《노유민 이보라의 서틴》 ... MC